# Перхлорат кадмия
Перхлорат кадмия — неорганическое соединение,
соль кадмия и хлорной кислоты с формулой Cd(ClO4)2,
бесцветные кристаллы,
растворяется в воде,
образует кристаллогидраты.

## Получение
- Действие хлорной кислоты на оксид кадмия:

{\displaystyle {\mathsf {CdO+2HClO_{4}\ {\xrightarrow {}}\ Cd(ClO_{4})_{2}+H_{2}O}}}

## Физические свойства
Перхлорат кадмия образует бесцветные гигроскопичные кристаллы.
Хорошо растворяется в воде.
Образует кристаллогидрат состава Cd(ClO4)2•6H2O,
гексагональная сингония,
параметры ячейки a = 1,559 нм, c = 0,530 нм
(по другим данным — тригональная сингония
пространственная группа R 3m1,
параметры ячейки a = 0,796 нм, c = 0,530 нм).
В гексагидрате обнаружены фазовые переходы при 124,8, 238,45 и 271,62 K.
С аммиаком образует аддукты вида Cd(ClO4)2•6NH3,
кубическая сингония,
параметры ячейки a = 1,1588 нм.
Существует также нестабильный аддукт Cd(ClO4)2•4NH3.